# Parkiraj in se pelji
Parkiraj in se pelji (angleško: park and ride), krajše tudi P + R, je sistem zasebnega in javnega prevoza, ki voznikom osebnih vozil omogoča parkiranje avtomobila na obrobju mesta in nadaljevanje poti proti središču z javnim prevozom (mestni avtobus, tramvaj, vlak, podzemna železnica...), s kolesom ali peš. Namen tega sistema je razbremenitev cest v mestih in znižanje izpustov škodljivih toplogrednih plinov in trdih delcev (kot so smog, CO2, NOx, PM10...). Parkirišča P + R ponujajo ugodno ali brezplačno dnevno parkiranje, kar skupaj s pogostimi povezavami v mestna središča, s sredstvi javnega prevoza, privablja voznike, ki bi sicer parkirno mesto iskali v mestu. Praviloma so parkirišča P + R locirana na obrobju mest, ob mestnih vpadnicah ali ob avtocestnih priključkih, kar omogoča hitro prestopanje iz avtomobila na mestni promet.